# Папа Александар I
Александар I је био римски папа (105—115?), који је према предању био пореклом Грк из породице племенитог рода.

## Биографија
Отац му се такође звао Александар а живели су, према легенди, у делу Рима који се звао Капут Таури. Традиција такође тврди да је на дужност епископа ступио млад, у својој 25. години. Римска историографија каже да је он међу првим епископима изабран вољом самих епископа са подручја Рима а не као до тада тестаментално или од клера и верника. Тврди се такође да је имао добре везе са царским двором посебно са префектом Рима Ерметом и трибуном Квирином. Међутим све те везе нису му помогле када је 115. године дошло до великог таласа прогона и егзекуција хришћана. Са њим су страдали и наведени римски функционери. Сва тројица су по традицији погубљена одсецањем глава.
Један манускрипт откривен у 6. веку описује његове теолошке спорове са групом агностика. Александар је управљао римском црквом у време владавине цара Трајана, који је опијен великим победама у Тракији сам себи подигао стуб на чијем врху је била његова статуа која је 1578. замењена статуом Светог Петра. О третману хришћана у доба цара Трајана налазимо доста података у Историји цркве Јевсевија из Цезарије. Јевсевије се позива на писма која је Трајану слао његов службеник Плиније Млађи. Тако у једном одломку стоји:
Писао му је Плиније Млађи, најчувенији међу гувернерима као свом императору с обзиром на велики број ликвидираних хришћана који су страдали само због своје вере наглашавајући своме цару да се њему чини како ти људи не чине ништа покварено или против закона. Они се једино рано буде и певају химне Христу, свом богу. Они одбацују сваки криминал, прељубу и понашају се према закону.

На овакав Плинијев допис цар доноси лукаву и перфидну одлуку-декрет по којем он више неће тражити и откривати хришћане али буду ли затечени у вршењу обреда биће кажњени. Оваквом одлуком страх хришћана је нагло спласнуо у наивном уверењу да им се допушта да у затвореном простору и дискретно врше своје обреде. Међутим није недостајало изговора и грешака на страни хришћана па су одлукама локалних функционера хришћани опет страдали и били затварани.— Јевсевије Историја цркве
Описана императорова тактика примењивана је широм Царства посебно на обалама источног Медитерана. По свој прилици, у ту замку је упао и Александар са својим пријатељима из власти. Према традицији сахрањен је много касније, као мученик, у Цркви Светог Петра у Риму.